# Buna (Kenya)
Buna è un villaggio del Kenya situato nella contea di Wajir ed è abitato da un centinaio di persone. Venne conquistato dalle truppe italiane nel 1940 durante la campagna d'Africa Orientale (seconda guerra mondiale) (occupazione italiana di Moyale e Buna, 15 luglio 1940 - 24 febbraio 1941). Questa località, a un centinaio di chilometri dal confine con l'allora Africa Orientale Italiana, segnò la punta massima della penetrazione italiana nel Kenya. Si affaccia sul fiume Lak Bor, nella parte nord-orientale del Paese.